# 黒にそめろ e.p.
「黒にそめろ e.p.」（くろにそめろ イーピー）は、日本のバンド、髭 (HiGE)のメジャー3枚目、通算4枚目のシングル。2007年9月19日発売。発売元はビクターエンタテインメント。

## 概要
- 前作から4ヶ月ぶりとなるシングル。
- CD-EXTRA仕様。初回生産分には「レインボー・ハイジ -2007 Autumn Collection」付き。

## 収録曲
1. 黒にそめろ(3:05)
作詞・作曲：須藤寿、編曲：髭（HiGE）
2. 集中できない(1:49) 
作詞・作曲：須藤寿、編曲：髭（HiGE）
3. ワンモアタイム ワンモアチャンス(3:52) 
作詞・作曲：須藤寿、編曲：髭（HiGE）
4. I'm so sick(3:54) 
作詞・作曲：須藤寿、編曲：髭（HiGE）

## 収録アルバム
- オリジナル『Chaos in Apple』（2007年11月21日）
- ベスト『テキーラ!テキーラ! the BEST』（2010年3月17日）

## タイアップ
- 黒にそめろ：スペースシャワーTV2007年9月度POWER PUSH!